# Brachys mirabilis
Brachys mirabilis es una especie de escarabajo joya del género Brachys, familia Buprestidae.

## Taxonomía
Fue descrita científicamente por Kerremans en 1899.
Tratamiento taxonómico
La especie aparece registrada y publicada en Contribution a l'etude de la faune intertropicale Américaine. Fascicule II. Annales de la Société entomologique de Belgique 43:329-367. (1899).